# Бельфаунтен-Нейборс (Міссурі)
Бельфаунтен-Нейборс (англ. Bellefontaine Neighbors) — місто (англ. city) в США, в окрузі Сент-Луїс штату Міссурі. Населення — 10 740 осіб (2020).

## Географія
Бельфаунтен-Нейборс розташований за координатами 38°45′9″ пн. ш. 90°13′40″ зх. д. / 38.75250° пн. ш. 90.22778° зх. д. (38.752472, -90.227756).  За даними Бюро перепису населення США в 2010 році місто мало площу 11,20 км², уся площа — суходіл.

## Демографія
Згідно з переписом 2010 року, у місті мешкало 10 860 осіб у 4311 домогосподарстві у складі 2784 родин. Густота населення становила 970 осіб/км².  Було 4645 помешкань (415/км²).
Расовий склад населення:
| - 72,7 % — чорних або афроамериканців - 25,7 % — білих - 0,2 % — азіатів - 0,1 % — корінних американців |

До двох чи більше рас належало 1,1 %. Частка іспаномовних становила 0,5 % від усіх жителів.
За віковим діапазоном населення розподілялося таким чином: 23,0 % — особи молодші 18 років, 63,2 % — особи у віці 18—64 років, 13,8 % — особи у віці 65 років та старші. Медіана віку мешканця становила 40,5 року. На 100 осіб жіночої статі у місті припадало 85,5 чоловіків;  на 100 жінок у віці від 18 років та старших — 80,3 чоловіків також старших 18 років.
Середній дохід на одне домашнє господарство  становив 46 126 доларів США (медіана — 35 556), а середній дохід на одну сім'ю — 48 458 доларів (медіана — 39 913). Медіана доходів становила 35 833 долари для чоловіків та 30 952 долари для жінок. За межею бідності перебувало 26,8 % осіб, у тому числі 48,3 % дітей у віці до 18 років та 12,5 % осіб у віці 65 років та старших.
Цивільне працевлаштоване населення становило 5118 осіб. Основні галузі зайнятості: освіта, охорона здоров'я та соціальна допомога — 30,0 %, роздрібна торгівля — 13,9 %, мистецтво, розваги та відпочинок — 12,3 %.